# 퀸 엘리자베스 웨이

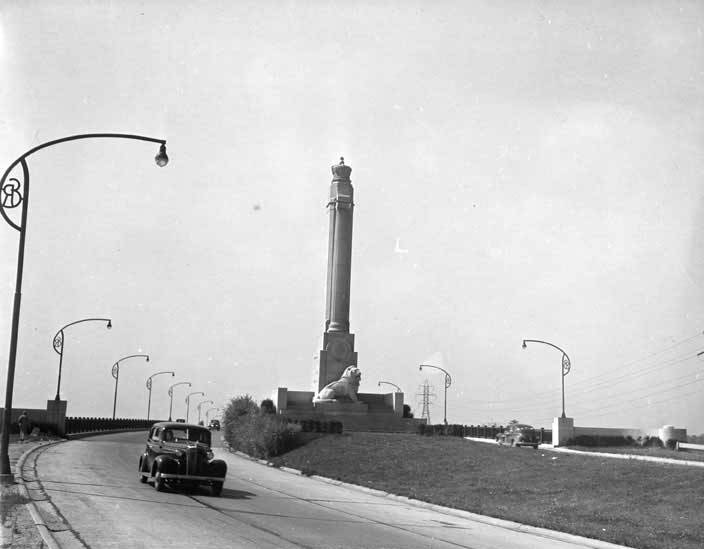
1940년 QEW 토론토 초입에 세워진 Queen Elizabeth Way Monument.

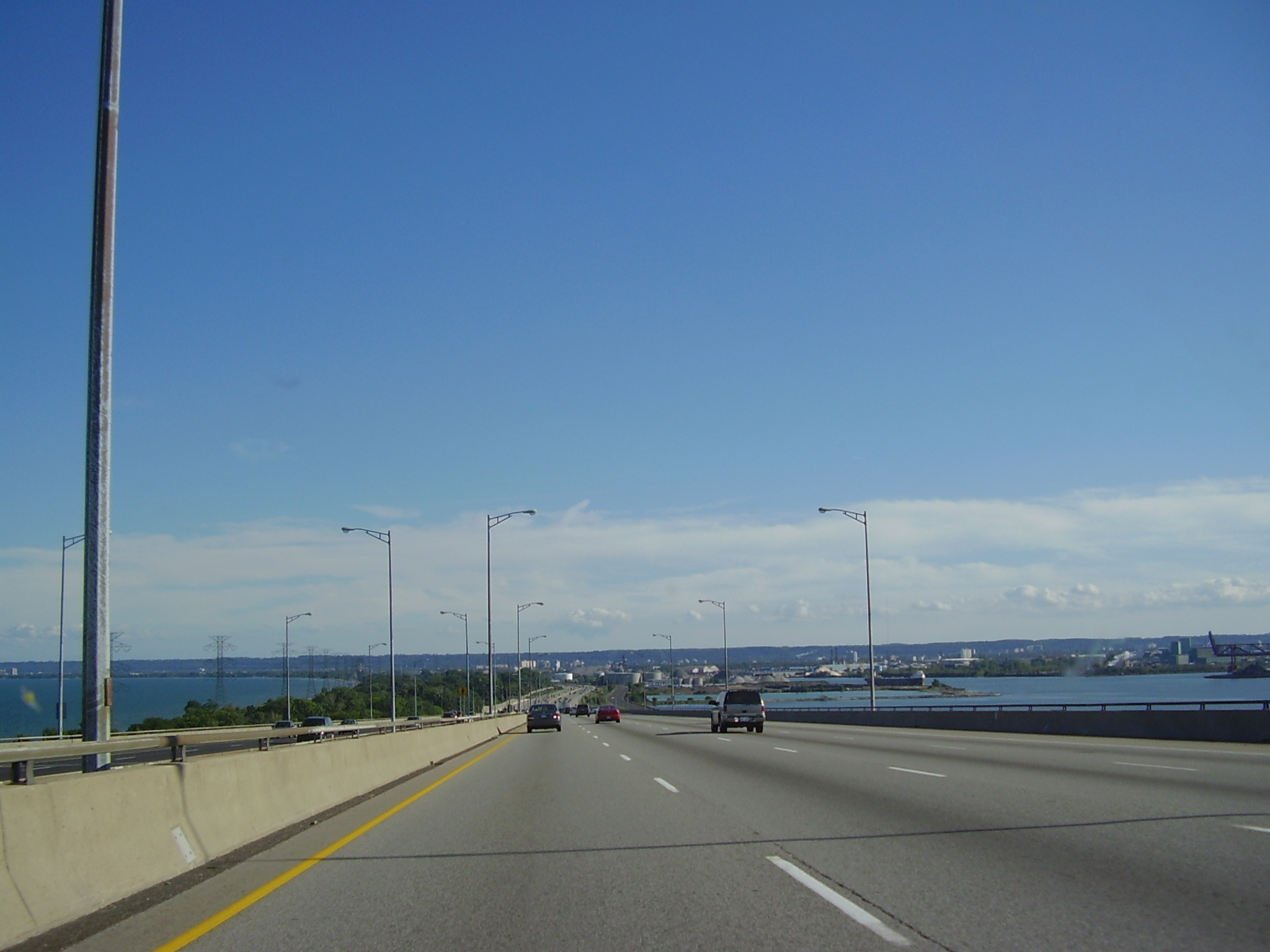
벌링턴 만에 위치한 James N. Allan 스카이웨이 다리.

퀸 엘리자베스 웨이(Queen Elizabeth Way)는 캐나다 온타리오주 포트이리를 기점으로, 토론토를 종점으로 온타리오호 서쪽 호안을 따라 미국 국경까지 잇는 고속도로이다. 보통 QEW라고 불린다. 미국 뉴욕주 버팔로와 포트이리 국경에 놓인 피스 브릿지(Peace bridge)에서 시작하여 나이아가라반도를 거쳐 서부 토론토까지 이어져 있다.